# Erebia styx
Erebia styx е вид насекомо от семейство Nymphalidae.

## Разпространение
Видът е разпространен в Австрия, Германия, Италия, Словения и Швейцария.